# Gyo
Gyo (ギョ, "pescado"), cuyo título completo en Japón es Gyo Ugomeku Bukimi (ギョ うごめく不気味, literalmente "peces: retorciéndose espantosamente") es un manga de horror seinen escrito e ilustrado por el mangaka Junji Ito. Originalmente fue publicado como una serie en la revista semanal de manga Big Comic Spirits de 2001 a 2002. La editorial Shogakukan reunió los capítulos en dos volúmenes recopilatorios que fueron publicados entre febrero de 2002 y marzo del mismo año. La historia se desarrolla alrededor de una pareja, Tadashi y Kaori, quienes pelean para sobrevivir a una horda de peces que han revivido encima de patas metálicas que son propulsadas por un olor conocido como "el hedor a muerte". La obra también incluye un par de historias extra tituladas "La triste historia del pilar central" y "El misterio de la falla de Amigara".  
La editorial VIZ Media publicó una traducción al inglés de ambos volúmenes en Estados Unidos entre septiembre de 2003 y marzo de 2004, y publicó un relanzamiento entre octubre de 2007 y enero de 2008. Una adaptación al anime fue realizada por el estudio Ufotable y fue publicada el 15 de febrero de 2012.
En Latinoamérica, la editorial Panini bajo su sello Panini Manga, publicó una traducción al español entre septiembre y noviembre de 2018.

## Argumento

### Trama
Gyo comienza con una tripulación de pescadores en un arrastrero capturando en sus redes un gran número de peces de aspecto extraño. Al intentar inspeccionar a las criaturas, descubren que los extraños peces parecen tener patas. Los peces entonces comienzan a escabullirse regresando de nuevo al océano. 
Mientras tanto, en Okinawa, un joven llamado Tadashi, junto a su novia Kaori, llegan a la isla para disfrutar de sus vacaciones. Al encontrarse uno de los peces con patas, Kaori, quien posee un sentido del olfato muy sensible, se asquea por el olor y le pide a Tadashi que se deshaga de él. Él lo trata de colocar en una bolsa pero el pez logra escapar. Al siguiente día, una gran cantidad de vida marina con patas invade Okinawa, incluyendo un enorme tiburón blanco, que amenaza a los protagonistas. Tadashi y Kaori logran regresar a Tokio, aunque Kaori se pone paranoica, asegurando que continúa percibiendo el olor de los pescados. Ambos se encuentran al pez que Tadashi había embolsado y se lo llevan a su tío, el Doctor Koyanagi.
Un poco después, Tadashi regresa para encontrar que el Dr. Koyanagi ha perdido un brazo. Él le cuenta que mientras examinaba a detalle la máquina, esta utilizó cuchillas y tubos para adherirse a su brazo, forzándolo a amputárselo. La máquina entonces se escabulle en la habitación llevando el brazo del Dr. en vez del pescado. El Dr. Koyanagi se encuentra maravillado por el descubrimiento y revela que el pez es el resultado de una investigación de un virus por el Ejército Imperial Japonés durante la Segunda Guerra Mundial en un esfuerzo por darle la vuelta a la guerra, el cual causa que su hospedero produzca un hedor mortal y repulsivo. Su padre había desarrollado una "máquina caminante", que bombeaba el virus dentro del hospedero y causaba que éste liberara el gas, el cual propulsaba el movimiento de la máquina. Las máquinas fueron construidas para acarrear a los hospederos, permitiéndoles acercarse y enfermar a las tropas enemigas. Sin embargo, la fuerza aérea enemiga hundió el barco que llevaba los prototipos para las máquinas. 
Pronto, Kaori y Tadashi descubren que las hordas de animales marinos con patas están invadiendo Tokio, habiendo invadido ya la a región de Kanto. Kaori, quien se encontraba infectada por el gas, se deprime por su hedor e intenta suicidarse. Tadashi la detiene y la lleva con el Dr. Koyanagi en un esfuerzo para salvarla, pero se sumerge en un canal donde se desmaya después de ser lastimado por cientos de pequeños peces. Tadashi se despierta un mes después y descubre que el Dr. ha colocado a Kaori en una máquina que él construyó, pero al prender la máquina, es herido de gravedad por Kaori, quien escapa del lugar.
Tadashi sale en su búsqueda y nota que la mayoría de los peces se han podrido y que las máquinas ahora llevan personas infectadas. Al recorrer Tokio, se encuentra con un circo donde el maestro de ceremonias le dice que el gas parece estar vivo y toma una apariencia de alma cuando es quemado. Tadashi encuentra a Kaori y la rescata de uno de los actos del circo para llevarla al laboratorio de Koyanagi. Allí, la asistente del Dr. la Srita. Yoshiyama le informa que su tío ha muerto. Cuando intenta remover a Kaori de la máquina, Koyanagi aparece, mutado por la infección y ensamblado a una máquina modificada que le permite volar. Kaori ve a Tadashi y a Yoshiyama juntos e intenta atacarla y durante la pelea, Koyanagi captura a Yoshiyama y escapa. 
Grandes grupos de máquinas atacan a Kaori y Tadashi se pierde en su intento de salvarla. Al continuar su búsqueda, se da cuenta de que la gente del circo está atacando la máquina voladora de Koyanagi, quien escapa rápidamente. Tadashi se encuentra con un grupo de estudiantes de la Universidad de Kioto, quienes le explican que ellos son inmunes y que el virus fue el que creó las máquinas a partir de los escombros del barco hundido. Tadashi entonces se une a los estudiantes en su investigación para vencer al virus y salvar la humanidad.

### Personajes
- Tadashi (忠): Es un hombre joven aficionado al buceo. Tiene una novia llamada Kaori y un tío de apellido Koyanagi. Al final de la historia se une a un grupo de universitarios que son inmunes al hedor para crear una vacuna contra la enfermedad. en la versión OVA es Tadashi en vez de Kaori quien se infecta y se acopla a la máquina de Koyanagi.
- Kaori: (華織): Es la novia de Tadashi. Tiene un sentido del olfato extremadamente sensible y se vuelve muy celosa cuando Tadashi está cerca de otras mujeres. Debido a su olfato sensible, es capaz de detectar cuando las criaturas se encuentran cerca. Sin embargo, posteriormente es infectada causando que su cuerpo se hinche y expulse el gas fuera de su cuerpo. Debido a esto, comienza a pensar que es desagradable y que Tadashi ya no la amaría debido a que ya no es hermosa. Esto, junto con el hedor, la llevan a intentar suicidarse. Tadashi inmediatamente la lleva con su tío Koyanagi para intentar ayudarla, pero Koyanagi la coloca sobre una máquina construida por él y termina convirtiéndose en una criatura más, excepto que ella posee voluntad propia. Como máquina caminante, es finalmente destruida por una horda de otras máquinas que la ven como una aberración por haber sido creada por alguien diferente a quién las creó a ellas. En la adaptación al OVA, Kaori es la protagonista principal en lugar de Tadashi y posee una inmunidad a la infección.
- Dr. Koyanagi (小柳教授): Es un inventor y el tío de Tadashi. Su padre, quien murió de un ataque al corazón en una fábrica durante un verano caluroso, fue el responsable de la creación de las patas mecánicas. Al diseccionar una criatura que le lleva Tadashi, las patas mecánicas se clavan en su brazo, dejándolo sin opción más que cortarlo para prevenir que la infección se extienda al resto del cuerpo. Él se encuentra fascinado por la máquina al grado de no importarle perder su brazo. Entonces crea su propia versión de la máquina y coloca a Kaori en ella. Es herido de muerte debido a una puñaladade la máquina de Kaori. Entonces se traslada al laboratorio #2 donde su padre murió para colocarse sobre un prototipo de máquina que es capaz de volar. Cuando nota que Tadashi y la Srita. Yoshiyama están juntos, él los ataca y la captura. En la versión del OVA, Koyanagi es mostrado como el antagonista que se volvió loco y conecta a un Tadashi infectado a las máquinas.
- Srita. Yoshiyama (芳山): Es la asistente del Dr. Koyanagi, quien se encarga de ella. Es atacada por Kaori al verla cerca de Tadashi, posteriormente, es capturada por Koyanagi en su máquina voladora. No aparece en la adaptación al OVA.
- El citrous circous: Es una compañía circense establecida en Tokio después de la epidemia del hedor. Mientras que la mayoría del circo junto con los animales han sido infectados con la enfermedad, el maestro de ceremonias, aparentemente inmune, utiliza a los infectados para realizar espectáculos acrobáticos. Probablemente se volvió loco como resultado de conocer la verdadera naturaleza del hedor.
- Los estudiantes: Son introducidos casi al final de la historia. Tadashi se encuentra con ellos después de que el circo intenta atacar la máquina voladora de Koyanagi. Después de explicarles su inmunidad, los estudiantes le revelan a Tadashi que la bacteria responsable por el hedor está construyendo máquinas a partir de los restos del barco que originalmente las transportaba y que ellos están investigando una vacuna capaz de detener la epidemia. Tadashi entonces se une a ellos para terminar la vacuna.
- Tsuyoshi Shirakawa  (白河剛): Es un camarógrafo freelancer que aparece únicamente en la adaptación al OVA. Kaori se encuentra con él en el avión a Tokio. Él sigue a Kaori hasta la casa de Koyanagi para obtener información sobre su investigación. ES infectado al final del OVA después de enviar a Kaori con un grupo de sobrevivientes.
- Aki (アキ): Amiga de Kaori. Aparece únicamente en la adaptación al OVA. Es sumisa y tiene sobrepeso, por lo que se siente poco atractiva. Es molestada por Erika. Al final del OVA es convertida en una criatura.
- Erika (エリカ): Amiga de Kaori. Aparece únicamente en la adaptación al OVA. es una chica extrovertida y atractiva que no tiene dificultad para atraer a los hombres, suele molestar a Aki. Se infecta casi al inicio. Durante una pelea, es golpeada hasta la muerte por Aki con un cenicero pero se le ve viva después.

## Historias extra
Dos historias no relacionadas son incluidas como parte de un extra, colocadas después del final de la obra principal. Aunque ambas son completamente diferentes y no están relacionadas (ni entre ellas ni con Gyo), son juntadas como un capítulo único en algunas ediciones. La primera historia, "La triste historia del pilar central", es la más corta, de sólo cuatro páginas, comparada con  "El misterio de la falla de Amigara", que consta de 31 páginas. 

### La triste historia del pilar central
La historia comienza con una familia celebrando su nuevo hogar. Después de darse cuenta de que falta el padre, la hija lo escucha llorando de dolor y lleva a toda la familia hasta el sótano. Allí encuentran al padre, que de alguna manera quedó prensado bajo un enorme pilar que sostiene la casa. La madre entonces trata, en vano, de salvar a su esposo pero se da cuenta de que el pilar que lo atrapa es la columna principal de la casa y, si se mueve, la casa colapsará. Él entonces le dice a su familia que no hay manera de que lo salven y que se sacrificará para que ellos puedan vivir en ese hogar. Esa tarde, el hombre fallece debido a sus heridas y muere y su familia coloca un altar en el pilar. Pasa el tiempo y el esqueleto permanece atrapado debajo del pilar, junto con el misterio de cómo quedó atrapado allí en primer lugar.

### El misterio de la falla de Amigara
Un enorme terremoto arrasa con una prefectura sin nombre, dejando al descubierto una falla en la montaña de Amigara (el nombre Amigara significa "cascarón vacío"). Personas de todo Japón, incluyendo un equipo de científicos, llegan a la montaña para presenciar la extraña vista por sí mismos.
Dos escaladores, Owaki y Yoshida, se encuentran al escalar, con la misma intención de ver la Falla. Dicha falla es rodeada por un aura de misterio. Tiene huecos con forma de humanos en los laterales de la montaña. Dicha falla ha captado el interés nacional y diversos intentos para examinar qué tan profunda es han sido en vano. Las personas discuten los orígenes de la falla, diciendo que los huecos definitivamente no son naturales y debieron ser cavados desde el interior de la montaña, pero también cuestionan quién pudo haberlos hecho o con qué tecnología se hicieron.
Owaki nota que Yoshida busca algo, a lo que ella responde que busca un agujero que se parezca a ella. Owaki rechaza la idea, diciendo que es ridícula, pero otro escalador, Nakagaki, escucha su conversación y se alía con Yoshida, diciendo que él ya ha encontrado su agujero. Él los lleva a su agujero y después de quitarse la ropa, desaparece en el hoyo antes de que lo puedan detener. Los científicos no encuentran rastro de Nakagaki dentro del hoyo y un equipo de rescate lo suficientemente pequeño para escabullirse dentro del hoyo intenta buscarlo pero se retira después de llegar apenas 5 metros dentro. Esa misma noche, Owaki tiene una pesadilla donde ve a Nakagaki atrapado dentro del hoyo que ha sido deformado por el terremoto.
Él se despierta y Yoshida le cuenta que ha encontrado su propio hoyo, cerca de las faldas de la falla. Mientras tanto, Nakagaki aún no ha sido encontrado. Otro hombre clama que hay un agujero hecho para él y desaparece dentro de él, causando un disturbio que lleva a otras personas a adentrarse en la montaña ante el horror de los científicos que observan la escena. Esa noche, Yoshida siente que el hoyo la llama y la atrae a su interior, pero sabe que si va allí, quedará atrapada. Owaki la intenta calmar rellenando el hueco con piedras y pasa la noche con ella.
Owaki vuelve a tener una pesadilla, esta vez, se encuentra en un tiempo remoto, en el que ha cometido un crimen horroroso y es sentenciado a entrar en un hoyo en la montaña que ha sido cavado para él. La pesadilla se vuelve peor cuando Owaki entra en el agujero. Después de un tiempo de haber entrado, siente su cuello y sus extremidades siendo estiradas y distorsionadas pero permaneciendo vivo y en agonía. Se levanta gritando y se da cuenta de que Yoshida ha desbloqueado su hueco y ha entrado en él. Se queda sentado en frente del hueco de Yoshida y deja caer su linterna para descubrir su propio agujero cerca del de Yoshida. Hipnotizado, se desnuda y entra en el agujero. 
Varios meses después, los científicos son informados de otra falla del otro lado de la montaña, esta también tiene agujeros pero no tienen forma humana, sino que las formas son largas y difusas. Un trabajador examina uno de los agujeros y al apuntar su linterna allí, nota que un horrible ser desfigurado lentamente sale de allí. 

## En otros medios

### Manga
Gyo fue escrito e ilustrado por el mangaka Junji Ito. En sus propias palabras, la inspiración vino de la película de Steven Spielberg Tiburón: "Él [Steven Spielberg] capturó magistralmente la esencia del miedo en la forma de un tiburón que come humanos. Yo pensé que sería incluso mejor capturar dicha esencia en un tiburón que come humanos y que anda igual de bien en la tierra como en el mar". El manga, publicado por Shogakukan, se publicó en la revista semanal de manga Big Comic Spirits de 2001 a 2002. Shogakukan compiló posteriormente los capítulos en dos volúmenes recopilatorios que fueron publicados de febrero de 2002 a mayo de 2002. En Estados Unidos, la editorial VIZ Media publicó los volúmenes compilatorios de la serie de septiembre de 2003 a marzo de 2004. En 2015 se anunció la salida de una edición omnibus de la misma editorial. En Latinoamérica, la editorial Panini publicó ambos volúmenes en 2018.

### OVA
Una adaptación a OVA fue producido por el estudio Ufotable. Fue dirigida por Takayuki Hirao mientras que el diseño de personajes estuvo a cargo de Takuro Takahashi. La OVA estuvo planeada originalmente para durar sólo 30 minutos pero a través de la producción la duración se extendió a 75 minutos. Originalmente su lanzamiento fue planeado para el 14 de diciembre de 2011 pero fue aplazada hasta el 15 de febrero de 2012. En comparación con el manga, existen algunos cambios como el protagonista, que en el OVA es Kaori en vez de Tadashi.
La película fue proyectada en Londres en el Prince Charles Cinema del 12 al 15 de abril de 2012 como parte del Terracotta Far East Film Festival. Terracotta posteriormente lanzó el OVA en DVD el 3 de septiembre de 2012. Tanto las versiones de DVD como Blu-ray fueron lanzadas en Australia en marzo de 2014 por Hanabee y en Norteamérica fue lanzada sólo la versión en DVD el 9 de julio de 2013 por Aniplex of América.

## Recepción
En Francia, Gyo fue nominada al trigésimo séptimo Angoulême International Comics Festival. Katherine Dacey de Mangacritic.com colocó al manga en el #1 de su Favorite Spooky Manga list.
Para el primer volumen, Carl Kimlinger de Anime News Network elogió el arte y la extraña relación entre Tadashi y Kaori. Josephine forune de Mania calificó el manga con una A, exaltando el arte, especialmente el detalle de los escenarios. Fortune también celebró el ritmo de la historia a pesar de que señaló que el argumento se contradice.